# 魔女のサバト
魔女のサバト (まじょのサバト) は、川崎貴子、金沢悦子、トイアンナが運営する婚活予備校。

## 概要
2014年に川崎貴子、金沢悦子が創立。当初は現実の会議室を利用しての講座であったが、途中からオンライン化。一時はCAMPFIREコミュニティのオンラインサロンにて活動していた。現在は独自のシステムにて運営。 2020年からトイアンナが参画し、3人体制となった。

## 関連書籍
- 川崎貴子、金沢悦子、トイアンナ共著『やっぱり結婚しなきゃ！と思ったら読む本』河出書房、2021年